# Aleksandar Karađorđević
Aleksandar Karađorđević (in serbo Александар Карађорђевић?; Topola, 11 ottobre 1806 – Timișoara, 3 maggio 1885) è stato principe di Serbia tra il 1842 e il 1858.
Era un membro della famiglia reale dei Karađorđević.

## Biografia

### Infanzia
Nacque nel 1806 a Topola in Serbia. Suo padre era Đorđe Petrović, conosciuto come Karađorđe, guida della prima insurrezione serba, sua madre Jelena Jovanović.

### Principe di Serbia
Nel 1839 Miloš Obrenovic, principe di Serbia, entrò sempre più in contrasto con il Savet (Consiglio di notabili) concesso insieme alla "Costituzione turca" nel 1838. Abdicò quindi in favore del figlio Milan Obrenovic e, morto questi dopo pochi giorni, dell'altro figlio Mihailo Obrenović. Una nuova sommossa nel 1842 portò sul trono Aleksandar Karađorđević.
Durante il suo regno venne introdotto il Codice Civile, e il ministro degli interni Ilija Garašanin (non esisteva un Primo ministro) redasse il primo programma politico della Serbia, che prevedeva la liberazione dei serbi dagli ottomani e dall'Impero austriaco così come l'unificazione di tutti gli slavi meridionali (jugo/sud+slavia/terra degli slavi) in una sola nazione. Perciò viene visto da molti come il fondatore dell'idea della Grande Serbia.
Fu membro della Massoneria.

### Abdicazione e morte

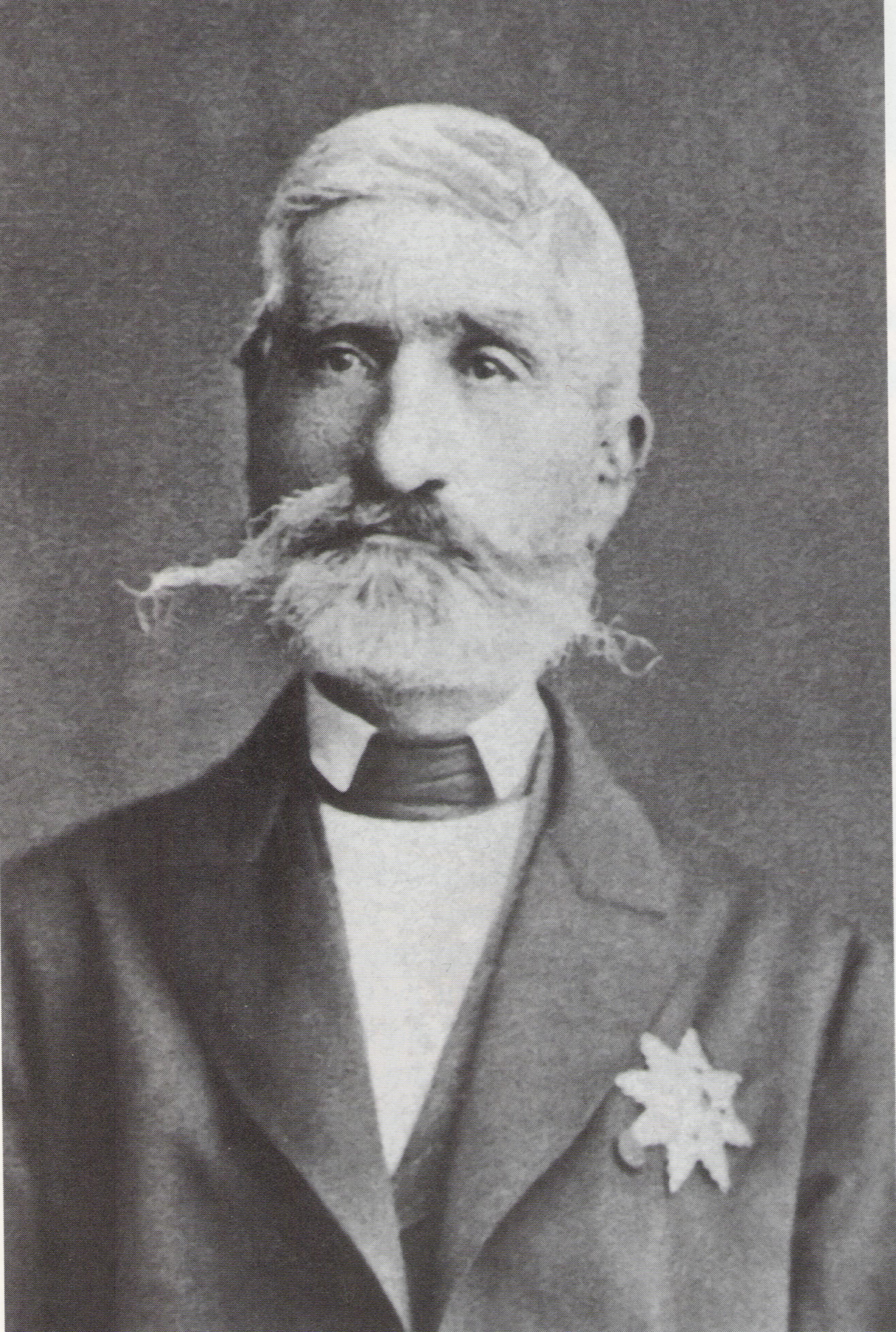
Aleksandar Karađorđević in tarda età

Quando si arrivò a una crisi politica nel Principato di Serbia, Aleksandar venne ritenuto responsabile e dovette abdicare nel 1858. Al suo posto si insediò il vecchio Miloš Obrenovic come principe. Aleksandar dovette lasciare la Serbia. L'ex principe morì nel 1885 in esilio a Temesvár, nell'Ungheria del tempo (odierna Romania).
Il figlio di Aleksandar e temporaneamente erede al trono, il principe Pietro, tornò al potere dopo un esilio decennale come Pietro I di Serbia: diventò nel 1903 Re di Serbia e primo Re del Regno dei Serbi, dei Croati e degli Sloveni.